# Podocarpus buchholzii
Podocarpus buchholzii là một loài thực vật hạt trần trong họ Thông tre. Loài này được de Laub. miêu tả khoa học đầu tiên năm 1982. Chỉ tìm thấy chúng ở Venezuela. 